# American Movie
American Movie es un documental estadounidense de 1999 dirigido por Chris Smith. La cinta registra los esfuerzos de Mark Borchardt, un cineasta independiente que está trabajando en la creación de una película titulada Coven. Ganó el premio del jurado al mejor documental en el Festival de Cine de Sundance.

## Descripción
En 1996, un hombre estadounidense llamado Mark Borchardt sueña con ser un cineasta. Sin embargo, aún vive con sus padres, está cesante y tiene un gran número de deudas, además de un problema de alcoholismo y una mala relación con su exnovia que lo ha amenazado con revocar la custodia de sus tres hijos. Aunque reconoce tener estos problemas, Mark decide salir adelante.
Su idea es finalizar un proyecto que ha tenido pendiente durante los últimos años, consistente en una película titulada Northwestern. Aunque en un principio cuenta con el apoyo de los actores aficionados con los que trabaja en un programa de radioteatro, Mark descubre que no tiene los recursos necesarios para salir de la etapa de preproducción. Para conseguir el financiamiento necesario, Mark decide completar otro de sus proyectos pendientes, un cortometraje en blanco y negro titulado Coven que comenzó a filmar en 1994. Su idea es vender tres mil VHS del filme para poder reunir el dinero que necesita.
Para poder completar el cortometraje, Mark le pide dinero a su tío Bill, un anciano de 82 años de edad, quien le presta a regañadientes 3.000 dólares. Mark comienza el proyecto con la ayuda de familiares, amigos y vecinos, quienes no tienen mayor experiencia en la realización de películas. El documental también se centra en Mike Schank, el mejor amigo de Mark, que se está recuperando de sus adicciones al alcohol y las drogas.
Durante la producción del cortometraje, Mark se da cuenta del escepticismo por parte de sus amigos y familiares. En una Cena de Acción de Gracias, Mark se embriaga y reacciona violentamente en contra de su familia y amigos. Posteriormente, intenta decidir si sigue o no con el proyecto. El director finalmente decide continuar, y logra terminar el cortometraje en 1997. El estreno de la cinta se realiza en un cine de la ciudad, donde invita a sus amigos y familiares, y aprovecha de vender los VHS de Coven. En la última escena del documental, Mark va a visitar a su tío para hablar acerca del sueño americano.
El documental termina mostrando un mensaje en el cual se informa que el tío Bill falleció en septiembre de 1997, y le dejó 50.000 dólares a Mark para que pueda finalizar Northwestern.

## Recepción
American Movie posee una puntuación de 84/100 en el sitio web Metacritic. En 2002, la International Documentary Association lo incluyó dentro de los 20 mejores documentales de todos los tiempos. Dos años más tarde, el periódico The New York Times la incluyó dentro de "las 1.000 mejores películas jamás creadas".